# Tau Cassiopeiae
Tau Cassiopeiae (5 Cassiopeiae) é uma estrela na direção da constelação de Cassiopeia. Possui uma ascensão reta de 23h 47m 03.39s e uma declinação de +58° 39′ 06.7″. Sua magnitude aparente é igual a 4.88. Considerando sua distância de 173 anos-luz em relação à Terra, sua magnitude absoluta é igual a 1.26. Pertence à classe espectral K1III.